# Абдусаматов, Бахтиёр Хасанович
Бахтиёр Хасанович Абдусаматов  (узб. Abdusamatov Bahtiyor Xasanovich) — государственный деятель Республики Узбекистан, хоким Юнусабадского района.

## Биография
Родился в 1976 году в Ташкенте. В 1996 году окончил Университет мировой экономики и дипломатии. В 2003 году заочно окончил Ташкентский государственный экономический университет . Работал на разных должностях в МВЭСИТ. С 2011 года был заместителем министра внешних экономических связей, инвестиций и торговли Узбекистана. В 2013 стал председателем Государственного комитета Республики Узбекистан по охране природы. Утвержден в должности Сенатом Олий Мажлиса республики. В 2017 году стал хокимом Юнусабадского района города Ташкент.